# Giorgio Zancanaro (baritono)
Giorgio Zancanaro (Verona, 9 maggio 1939) è un baritono italiano.

## Biografia
Dopo aver lavorato in gioventù in polizia, dalla metà degli anni sessanta inizia a dedicarsi seriamente al canto, studiando con Maria Pelanda. Nel 1969 vince il concorso per voci verdiane di Busseto, che gli apre le porte del debutto, l'anno successivo a Mantova, nel ruolo di Riccardo ne I puritani.
Negli anni seguenti si esibisce nei principali teatri italiani,  in opere come I masnadieri, Luisa Miller, La traviata, emergendo come uno dei maggiori baritoni verdiani della sua generazione. Sviluppa inoltre un'attività internazionale che lo porta ad esibirsi nei principali teatri, quali Londra, Parigi, Vienna, Barcellona.
Nel 1982 fa l'importante debutto alla Scala nel ruolo di Ford in Falstaff, cui seguiranno negli anni successivi Guglielmo Tell (inaugurazione 1988)
Attila e I vespri siciliani (inaugurazione 1989), sotto la direzione di Riccardo Muti. Nello stesso anno debutta al Metropolitan Opera di New York come Renato in Un ballo in maschera. Sempre nel 1982 canta al Festival di Orange in Don Carlo e nel 1985 al Festival di Bregenz  ne I puritani.
Frequenta un repertorio che spazia dal belcanto del Guglielmo Tell al verismo di Andrea Chénier, distinguendosi in particolare in quello verdiano: oltre ai titoli già citati, Rigoletto, La forza del destino, Il trovatore. Tra gli altri ruoli figurano Escamillo in Carmen, Ashton in Lucia di Lammermoor, Scarpia in Tosca.
È attivo fino ai primi anni 2000.

## Repertorio
- Vincenzo Bellini
  - I puritani (Riccardo)
- Georges Bizet 
  - Carmen (Escamillo)
- Gaetano Donizetti
  - Lucia di Lammermoor (Lord Enrico Asthon)
- Umberto Giordano
  - Andrea Chénier (Carlo Gérard)
- Ruggero Leoncavallo
  - Pagliacci (Prologo, Tonio)
- Pietro Mascagni
  - Cavalleria rusticana (Compar Alfio)
- Giacomo Puccini
  - La bohème (Marcello)
  - Tosca (Il barone Scarpia)
  - Madama Butterfly (Sharpless)
  - Il tabarro (Michele)
- Gioachino Rossini
  - Guglielmo Tell (Guglielmo Tell)
- Nino Rota
  - Il cappello di paglia di Firenze (Emilio)
- Giuseppe Verdi
  - Ernani (Carlo V d'Asburgo)
  - Nabucco (Nabucodonosor)
  - Attila (Ezio)
  - I masnadieri (Francesco Moor)
  - Luisa Miller (Miller)
  - Rigoletto (Rigoletto)
  - Il trovatore (Il Conte di Luna)
  - La traviata (Giorgio Germont)
  - I vespri siciliani (Guido di Monforte)
  - Simon Boccanegra (Simon Boccanegra)
  - Un ballo in maschera (Renato)
  - La forza del destino (Don Carlo di Vargas)
  - Don Carlo (Rodrigo)
  - Aida (Amonasro)
  - Otello (Jago)
  - Falstaff (Ford)

## Discografia
- Il cappello di paglia di Firenze con Ugo Benelli, Alfredo Mariotti, Viorica Cortez, Daniela Mazzucato - RCA 1975
- Il trovatore (video) con Raina Kabaivanska, Franco Bonisolli, Giancarlo Luccardi, dir. Bruno Bartoletti - Eurodisc 1975
- Il trovatore con Placido Domingo, Rosalind Plowright, Brigitte Fassbaender, E.Nesterenko, dir. Carlo Maria Giulini - DG 1983
- Don Carlo (DVD) con Luis Lima, Ileana Cotrubas, Robert Loyd, Bruna Baglioni, dir. Bernard Haitink - Castle Vision 1985
- Andrea Chenier con José Carreras, Eva Marton, dir. Giuseppe Patanè - CBS 1985
- La forza del destino con Mirella Freni, Plácido Domingo, Paul Pliska, Sesto Bruscantini, dir. Riccardo Muti - EMI 1986
- Madama Butterfly (DVD) con Yasuko Hayashi, Peter Dvorski, dir. Keita Asart - Pioneer Artist 1986
- Guglielmo Tell con Chris Merritt, Cheryl Studer, Luigi Roni, dir. Riccardo Muti - Philips 1988
- Rigoletto con Daniela Dessì, Vincenzo La Scola, Paata Burchuladze, dir. Riccardo Muti - EMI 1988
- I vespri siciliani con Chris Merritt, Cheryl Studer, Ferruccio Furlanetto, dir. Riccardo Muti - EMI 1989
- Attila (DVD) con Samuel Ramey, Cheryl Studer, Kaludi Kaludov, dir. Riccardo Muti - Fonit-Cetra 1991
- La traviata (DVD) con Edita Gruberová, Neil Shicoff, dir. Carlo Rizzi - Teldec 1992
- Tosca con Carol Vaness, Giuseppe Giacomini, dir. Riccardo Muti - Philips 1992